# Carling (thị trấn)
Carling là một xã trong vùng hành chính Lorraine, thuộc tỉnh Moselle, quận Forbach, tổng Saint-Avold-2. Tọa độ địa lý của xã là 49° 09' vĩ độ bắc, 06° 42' kinh độ đông. Carling nằm trên độ cao trung bình là 240 mét trên mực nước biển, có điểm thấp nhất là 228 mét và điểm cao nhất là 267 mét. Xã có diện tích 2,67 km², dân số vào thời điểm 1999 là 3736 người; mật độ dân số là 1399 người/km².

## Thông tin nhân khẩu
| 1962  | 1968  | 1975  | 1982  | 1990  | 1999  |
| ----- | ----- | ----- | ----- | ----- | ----- |
| 2 567 | 2 783 | 2 593 | 3 422 | 3 709 | 3 736 |